# Taxibolag

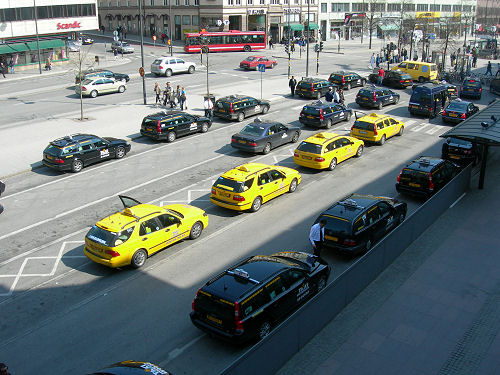
Taxi 020-bilar på Stockholms centralstation.

Ett taxibolag eller  taxiföretag kallas ett företag inriktat på taxitrafik.
Tidigare drevs de flesta taxibolag som ekonomiska föreningar med enskilda taxiägare som medlemmar. I samband med avregleringen inom svensk taxi (1990) blev det vanligare att taxibolagen ombildades till aktiebolag. Taxibolagens främsta uppgift är att driva en beställningscentral där kunder kan beställa taxiresor. Oftast drivs Taxibilarna (taxiåkerierna) av egenföretagare (taxiägare) och är genom avtal anslutna till taxibolaget. Avtalen reglerar bland annat taxibolagets policy, taxameterpriser och taxans tillämpning, fordonets skick, utförande och ålder, förarens klädsel och uppförande samt finansiering av beställningscentralen.
I de större taxibolagen är det vanligt att bolaget även äger en del av den tekniska utrustningen i taxibilen som taxameter och datoriserat GPS-baserat trafikledningssystem. Taxibolagets ägande är oftast spritt bland de anslutna taxiåkerierna. Alternativa former har också börjat dyka upp där beställningscentraler eller enskilda taxibolag köper växeltjänst av andra taxiväxlar i rollen beställare/utförare för att minska överbyggnaden.

### Fotnoter
1. ↑  Jenny Hallberg (5 maj 2015). ”Transport: Avregleringen bakom usla villkor i taxibranschen”. Sveriges radio. http://sverigesradio.se/sida/artikel.aspx?programid=3993&artikel=6157919. Läst 30 september 2017.